# Liou Ning-i
Liou Ning-i (čínsky pchin-jinem Liu Ningyi, znaky zjednodušené 刘宁一, tradiční 劉宁一; prosinec 1907 – 15. února 1994) byl čínský komunistický politik. Roku 1925 vstoupil do Komunistické strany Číny, ve 20. a 30. letech působil jako stranický a odborový aktivista na místní úrovni, po roce 1945 se podílel na organizaci komunistických odborů, od roku 1948 byl místopředsedou, od roku 1958 předsedou Všečínské federace odborů. Jako místopředseda odborů odpovídal ze mezinárodní spolupráci, aktivně pracoval také ve světovém mírovém hnutí a mezinárodním vztahům se věnoval i jako zástupce vedoucího oddělení mezinárodních vztahů ÚV KS Číny (1957–1968, od roku 1966 úřadující vedoucí). Od roku 1965 byl místopředsedou a generálním sekretářem stálého výboru Všečínského shromáždění lidových zástupců. Za kulturní revoluce byl roku 1966 zvolen tajemníkem sekretariátu ÚV KS Číny, roku 1968 byl jako kontrarevolucionář odvolán z funkcí a úřadů. Do veřejného života se vrátil roku 1979, přičemž zaujal méně významné funkce člena stálého výboru celostátního výboru Čínského lidového politického poradního shromáždění (1979–1988) a zástupce vedoucího oddělení jednotné fronty ÚV KS Číny (1979–1980).

## Život
Liou Ning-i se narodil v prosinci 1907 v okrese Man-čcheng na západě provincie Che-pej. Pracoval jako horník v uhelném dole. V roce 1925 se zúčastnil místního Hnutí 30. května, v září 1925 vstoupil do Komunistická strana Číny|Komunistické strany Číny, v druhé polovině 20. působil jako komunistický aktivista na okresní úrovni v Che-peji a Tchien-ťinu. Roku 1931 byl v Tchien-ťinu zatčen policií nacionalistické vlády. Následující rok byl propuštěn a vrátil se k organizování komunistů a komunistických odborů v chepejském Tchang-šanu, v letech 1932–1933 byl opět vězněn, po propuštění převzal funkci vedoucího organizačního oddělení pekingského městského výboru KS Číny. V srpnu 1933 byl zatčen potřetí a odsouzen k 12 letům vězení.
Po vzniku druhé jednotné fronty mezi KS Číny a Kuomintangem v srpnu 1937 byla z kuomintangských věznic propuštěna řada komunistů, mezi nimi i Liou Ning-i. Odešel do Šanghaje, kde působil jako tajemník Šanghajského výboru dělnického hnutí, člen ťiangsuského provinčního výboru KS Číny. V červenci 1943 odešel do Jen-anu studovat ústřední stranickou školu a po roce 1944 působil jako generální sekretář v oddělení městské práce ÚV KS Číny.
Po vítězství ve válce odporu proti Japonsku v roce 1945 se podílel na organizaci komunistických odborů. V červnu 1946 odjel do Moskvy spolu s Ču Süe-fanem na zasedání výkonného výboru Světové federace odborových svazů. Na VI. všečínském odborovém sjezdu v Charbinu roku 1948 byl zvolen místopředsedou Všečínské federace odborů. Ve vedení odborů se věnoval především otázkám mezinárodní spolupráce a práci mezi zahraničními Číňany, působil i v mírovém hnutí (Světová rada míru). Byl členem vedení Světové federace odborových svazů (místopředseda výkonného výboru 1953–1957). V 50. a 60. letech reprezentoval Čínu, resp. čínské odbory v četných mezinárodních setkáních a konferencích.
Se vznikem Čínské lidové republiky roku 1949 se stal členem stálého výboru celostátního výboru Čínského lidového politického poradního shromáždění (ČLPPS, do 1954). Od roku 1954 byl členem stálého výboru Všečínského shromáždění lidových zástupců (znovuzvolen 1959 a 1965, do 1975). Roku 1956 byl na VIII. sjezdu KS Číny zvolen do ústředního výboru strany. Od května 1957 působil jako zástupce vedoucího (Wang Ťia-sianga) oddělení mezinárodních vztahů ÚV KS Číny, po odvolání Wang Ťia-sianga z funkce v březnu 1966 převzal řízení oddělení (do dubna 1968).
V srpnu 1958 byl (po smrti dosavadního předsedy Laj Žuo-jüa) zvolen předsedou Všečínské federace odborů. V lednu 1965 byl zvolen místopředsedou stálého výboru Všečínského shromáždění lidových zástupců a generálním sekretářem stálého výboru Všečínského shromáždění lidových zástupců. Po začátku kulturní revoluce a odvolání řady členů vedení strany, byl v srpnu 1966 zvolen na jedno z uvolněných míst v sekretariátu ÚV KS Číny.
Sekretariát ÚV začátkem roku 1967 přerušil svou činnost, když jeho pravomoce převzala ústřední skupina pro kulturní revoluci, také vedení odborů v kulturní revoluci přestalo fungovat. Liou Ning-i pracoval v mezinárodním oddělení ÚV do dubna 1968, kdy byl označen za kontrarevolucionáře a odvolán z úřadu.
Do veřejného života se vrátil v červenci 1979, kdy byl kooptován za člena stálého výboru celostátního výboru ČLPPS (znovuzvolen 1983, do 1988). Současně od července 1979 do února 1980 zastával funkci zástupce vedoucího oddělení jednotné fronty ÚV KS Číny a od října 1979 do listopadu 1981 byl zástupcem generálního sekretáře celostátního výboru ČLPPS. Po roce 1980 pracoval jako konzultant Čínské mezinárodní trustové a investiční společnosti (CITIC), poradce Státní správy dovozu a vývozu a Státní správy zahraničních investic a tajemník výboru pro disciplinární kontrolu ve Výboru pro zahraniční ekonomické styky Čínské lidové republiky.
Od roku 1988 působil v důchodu jako poradce Čínského výboru pro stárnutí, předseda Čínské společnosti pro studium malířství a kaligrafie starších lidí a čestný prezident Čínské korespondenční univerzity malířství a kaligrafie.
Zemřel v Pekingu 15. února 1994.